# Stéphanos Tzangarólas
Stéphanos Tzangarólas, en grec moderne : Στέφανος Τζαγκαρόλας (1660-1675-1710) est un peintre grec de la renaissance crétoise.  Il quitte la Crète pour l'île de Corfou et  fait partie de l'École de l'Heptanèse et de l'École crétoise. Ses contemporains sont Panagiótis Doxarás, Théodore Poulakis et Ilías Móskos.  Ses œuvres commencent à refléter la transition entre la maniera greca classique de Crète et le style plus raffiné des îles Ioniennes. Son style ressemble à la transition de Gentile da Fabriano et de Fra Angelico de la maniera greca à leurs styles respectifs.
Les peintures de Stéphanos Tzangarólas ont influencé d'innombrables artistes italiens et grecs. Spyrídon Sperántzas (en) et Geórgios Kastrofýlakas (en) comptent parmi les artistes qui reflètent son style. On trouve ses peintures dans toute la Grèce, principalement à Athènes et dans les îles Ioniennes. Certaines de ses œuvres sont exposées au Caire et à Londres. Il a eu pour élève le célèbre peintre grec Andréas Karandinós (en).

## Galerie

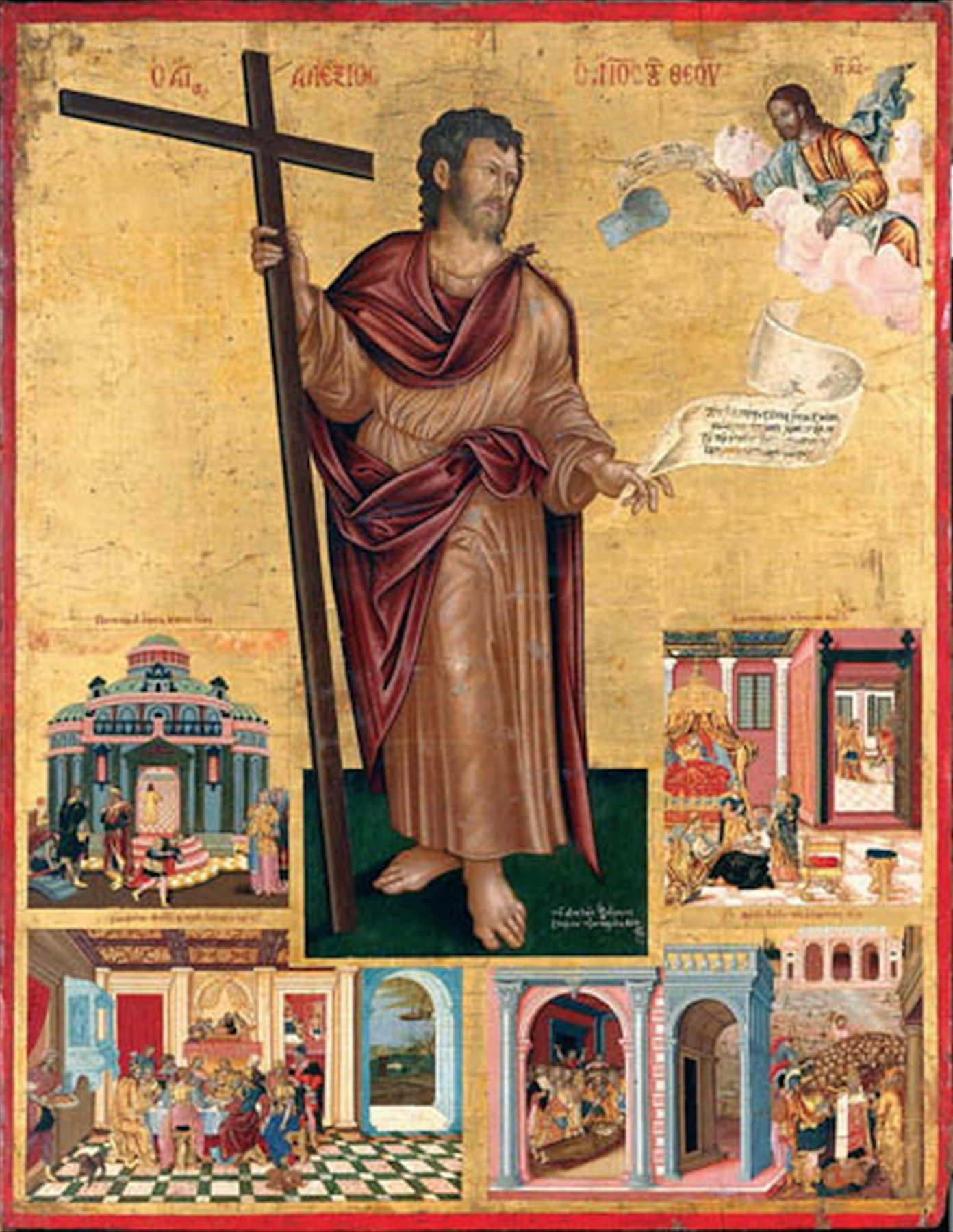
Saint Alexis
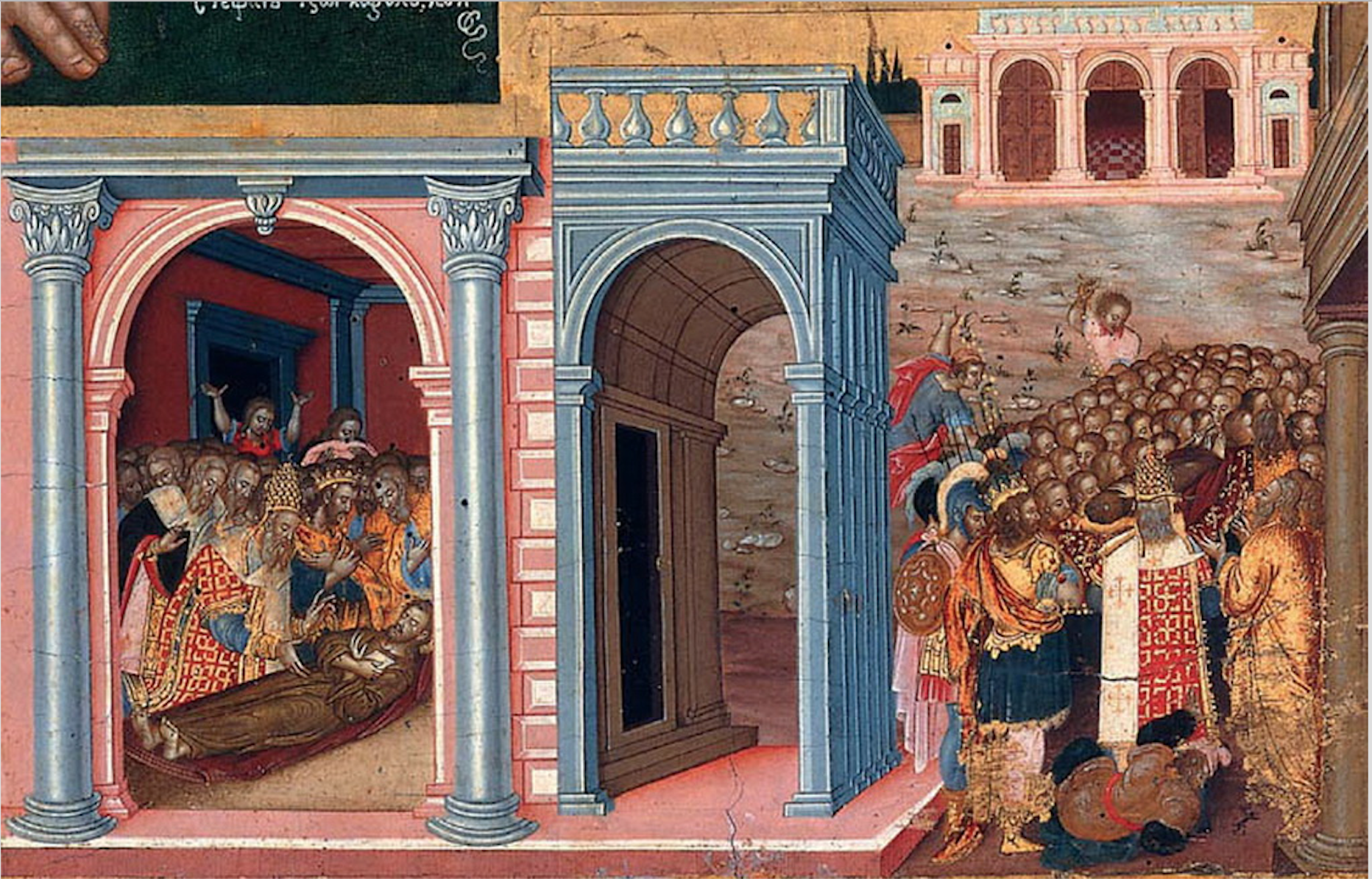
Saint Alexis (Détail)
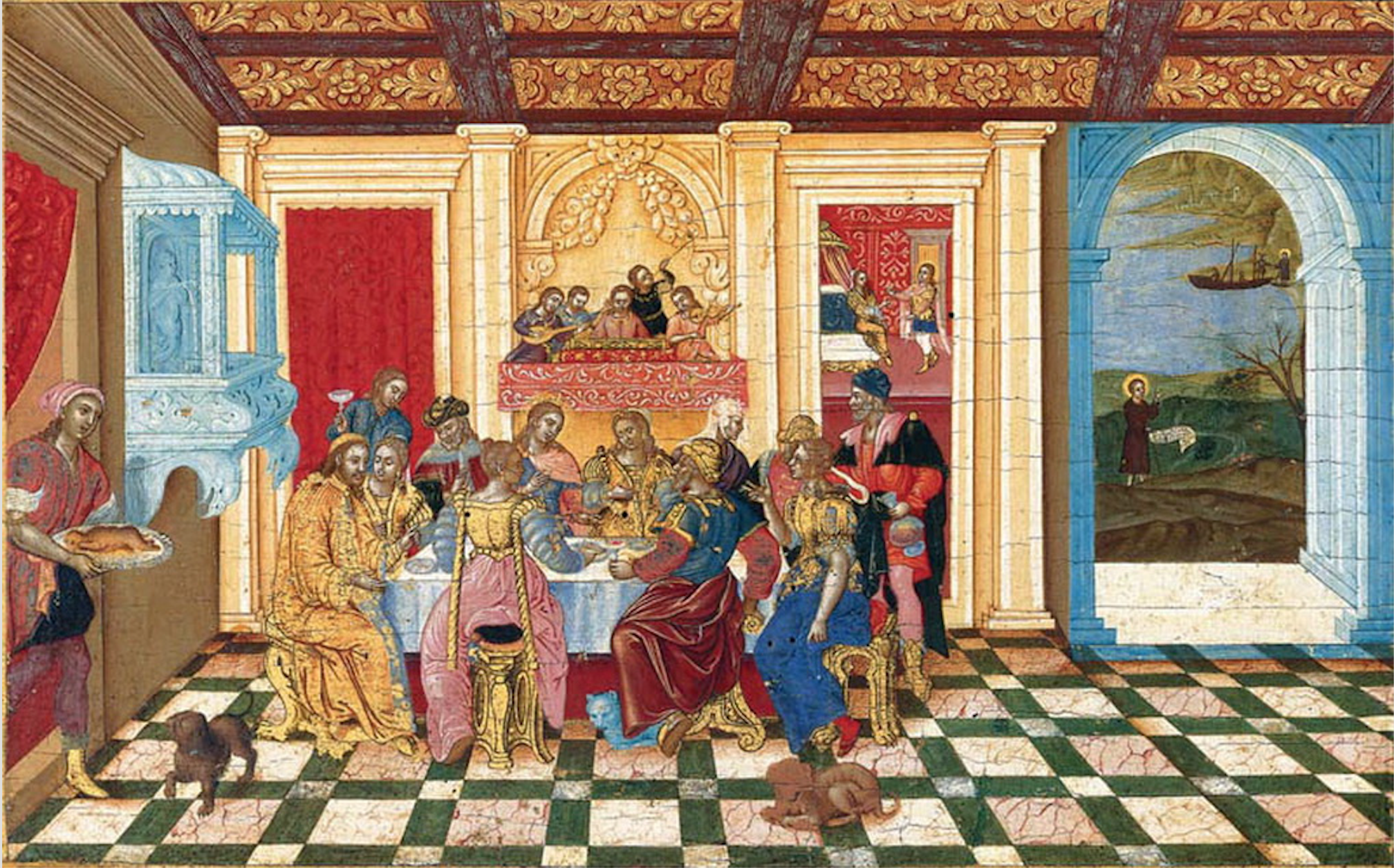
Saint Alexis (Détail)
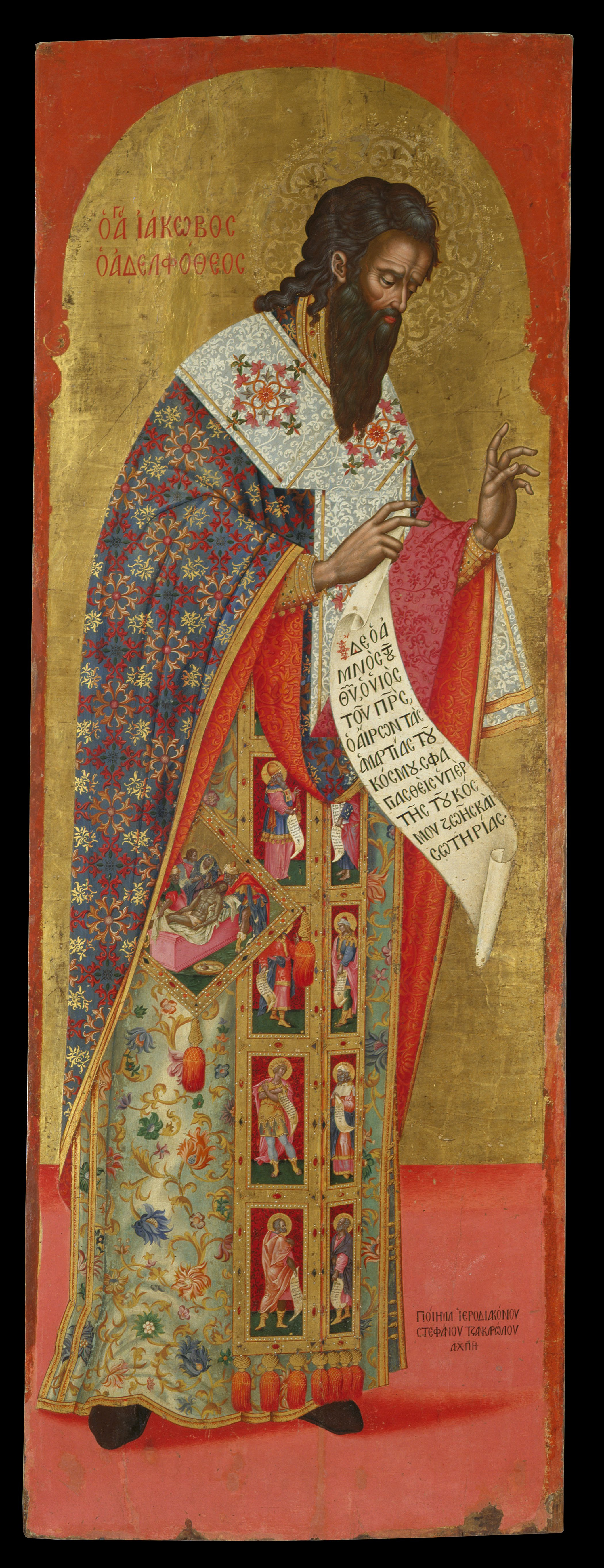
St James
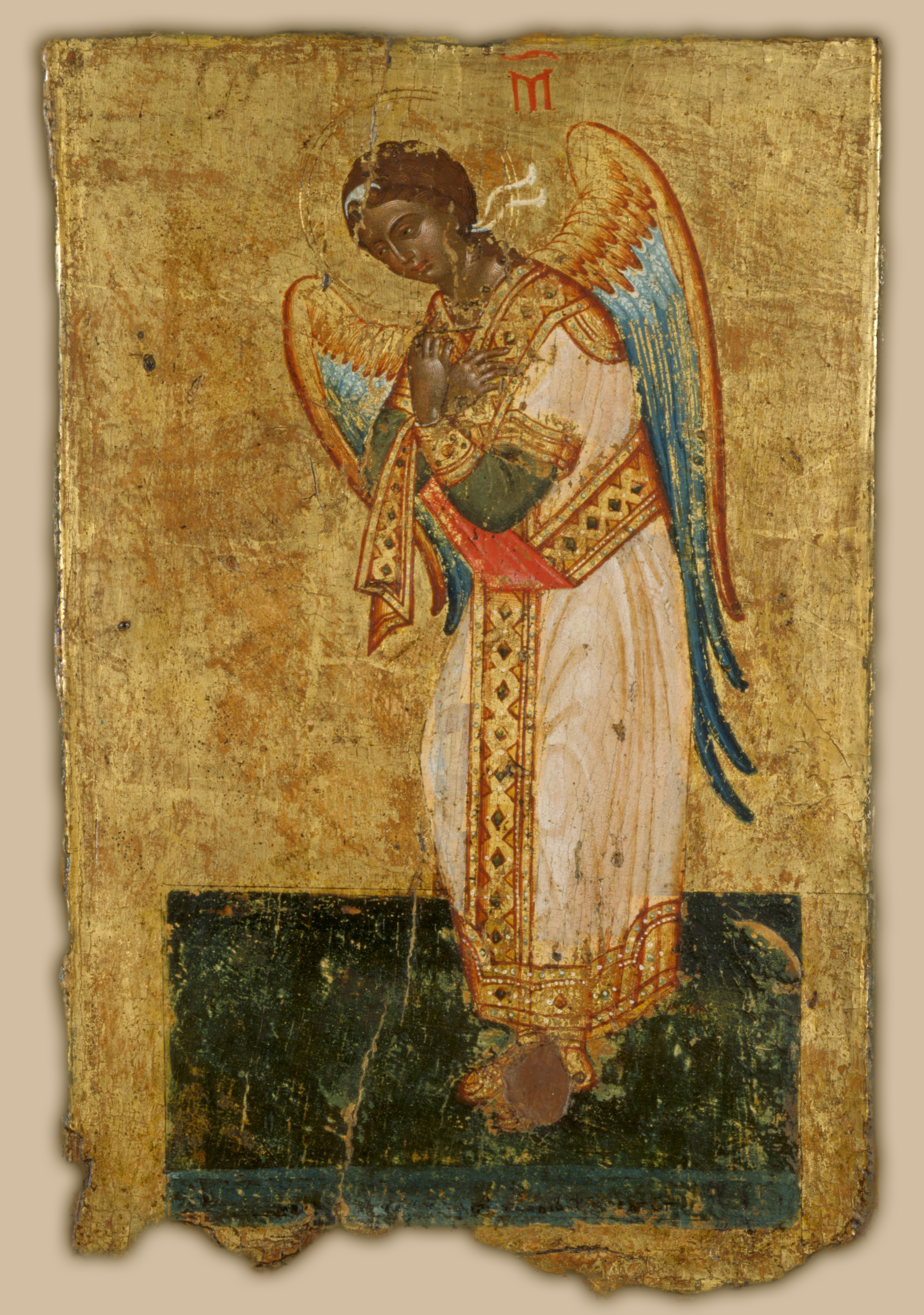
Archange Michel